# الكسيس تيبتون
الكسيس تيبتون (بالإنجليزية: Alexis Tipton)‏ هي ممثلة أمريكية بدأت مسيرتها الفنية عام 2008. درست في جامعة شمال تكساس.

## وصلات خارجية
- الكسيس تيبتون على موقع IMDb (الإنجليزية)
- الكسيس تيبتون على موقع أول موفي (الإنجليزية)
- الكسيس تيبتون على موقع ديسكوغز (الإنجليزية)
- الكسيس تيبتون على موقع كينوبويسك (الروسية)
- الكسيس تيبتون على موقع ANN person (الإنجليزية)
- الموقع الرسمي